# Al McCoy (1913–1989)
Al McCoy, właśc. Fleurent Alfred Lebrasseur (ur. 22 marca 1913 w Winslow w stanie Maine, zm. 1 stycznia 1989) – amerykański bokser, były pretendent do tytułu mistrza świata kategorii ciężkiej.
Rozpoczął karierę zawodowego boksera w 1928. Znaczną część pięściarskich pojedynków stoczył w formule no decision, w której zwycięstwo ogłaszano tylko w razie zakończenia walki przed czasem. Stopniowo toczył walki z coraz bardziej znanymi bokserami wagi półciężkiej i ciężkiej. Pokonał m.in. takich pięściarzy, jak Lou Brouillard w 1935, Bob Olin w 1935 i 1938, Tommy Loughran w 1936 (z którym także zremisował w tym roku) i Melio Bettina w 1940, natomiast pokonali go m.in. Vince Dundee w 1934, Bob Pastor w 1938 i 1939, Solly Krieger w 1940 i Billy Conn również w 1940.
16 grudnia 1940 w Bostonie zmierzył się z w walce o mistrzostwo świata w wadze ciężkiej z obrońcą tytułu Joe Louisem, ale został poddany na początku 6. rundy. Potem stoczył tylko jedną walkę w 1942 i zakończył zawodowe uprawianie boksu.